# Gonempeda burra
Gonempeda burra là một loài ruồi trong họ Limoniidae. Chúng phân bố ở miền Tân bắc.